# Онский муниципалитет
О́нский муниципалите́т (груз. ონის მუნიციპალიტეტი onis municipʼalitʼetʼi; осет. Оны район) — муниципалитет в Грузии, входящий в состав края Рача-Лечхуми и Нижняя Сванетия, частично контролируется частично признанной республикой Южная Осетия. Находится на севере западной Грузии, на территории исторической области Рача. Административный центр — Они.

## История
До 1917 года территория нынешнего Онского муниципалитета был частью Кутаисской губернии в составе Российской империи. С 1917 по 1928 гг. была частью Рачинского уезда. Онский район был образован в 1929 году в составе Кутаисского округа, с 1930 года в прямом подчинении Грузинской ССР. В 1951—1953 годах входил в состав Кутаисской области. 2 марта 1963 года район был упразднён, а его территория вошла в состав Амбролаурского района. 23 декабря 1964 года Онский район был восстановлен.

## Население
По состоянию на 1 января 2018 года численность населения муниципалитета (без учёта части территории, подконтрольной Джаускому району Южной Осетии) составила 5883 жителей, на 1 января 2014 года — 8,1 тыс. жителей.
Население муниципалитета согласно последней переписи 2002 года составило 9277 чел. По оценке на 1 января 2008 года — 8,7 тыс. чел.
| Грузины | 9093 | 98,02 %  |
| Осетины | 108  | 1,16 %   |
| Русские | 19   | 0,20 %   |
| Армяне  | 13   | 0,14 %   |
| Абхазы  | 7    | 0,08 %   |
| всего   | 9277 | 100,00 % |

| Грузины | 6073 | 99,07 %  |
| Осетины | 22   | 0,36 %   |
| Евреи   | 12   | 0,20 %   |
| Русские | 6    | 0,10 %   |
| Армяне  | 6    | 0,10 %   |
| другие  | 11   | 0,18 %   |
| всего   | 6130 | 100,00 % |

## Административное деление
Территория муниципалитета разделена на 19 сакребуло:
- 1 городское (kalakis) сакребуло:
- 0 поселковых (dabis) сакребуло:
- 15 общинных (temis) сакребуло:
- 3 деревенских (soplis) сакребуло:

## В грузинской кухне
Село Шкмери — родина популярного грузинского блюда шкмерули (жаренная курица в молочно-чесночном соусе).